# Marjan Pengov
Marjan Pengov, slovenski sabljač, * 19. april 1913, Ljubljana, † 1991.
Pengov je za Kraljevino Jugoslavijo nastopil na poletnih olimpijskih igrah leta 1936 v Berlinu, kjer je posamično in ekipno tekmoval v disciplini floret.